# 郭一鶚
郭一鶚（？—？），字玄菴、立庵，號快庵，河南洛陽人，清朝政治人物，進士出身。

## 生平
順治六年（1649年）登己丑科進士，改庶吉士。順治十年（1653年）任吏科給事中，后改吏科右給事中、任江西鄉試主考官。順治十二年（1655年）改刑科左給事中。次年，任吏科都給事中、山西按察使司副使、陽和道。順治十七年（1660年）任廣東按察使。康熙元年（1662年）任陝西右布政使。次年，任廣東左布政使。